# Darreh Anār
Darreh Anār (persiska: دره انار) är en ort i Iran.   Den ligger i provinsen Khuzestan, i den centrala delen av landet, 500 km söder om huvudstaden Teheran. Darreh Anār ligger 768 meter över havet och antalet invånare är 316.
Terrängen runt Darreh Anār är lite kuperad.Runt Darreh Anār är det ganska tätbefolkat, med 60 invånare per kvadratkilometer. Närmaste större samhälle är Bāgh-e Malek, 7,6 km norr om Darreh Anār. Omgivningarna runt Darreh Anār är i huvudsak ett öppet busklandskap.